# 왕충 (고려 현종)
왕충(王忠, 생몰년 미상)은 고려의 왕족이다. 현종과 궁인 한씨의 아들이다. 《고려사》에는 검교태사 왕충(檢校太師 王忠)으로 기록되어 있다.

## 생애
고려의 제8대 왕 현종의 아들로, 어머니는 궁인 한씨이다. 왕충의 어머니 한씨는 양주(현재의 서울특별시 일대) 출신으로, 평장사를 지낸 양주 한씨 한인경의 딸이며 이름이 훤영(萱英)이라고 나와있으나, 아들을 낳아 후궁에 봉작된 기록은 없다.
《고려사》〈열전〉의 왕충 편에는 검교태사 왕충(檢校太師 王忠)이라고 하고 있으며, 사서에 기록이 없다고만 적고 있다. 그러나 〈열전〉의 덕종 공주 편에 덕종의 딸과 혼인하였다는 기록이 남아있다. 한편 왕충의 처는 작호가 없는 덕종의 후궁 유씨 소생이며, 기록에 이름이 남아있지 않다.
한편 왕충의 관직인 검교태사는 고려 때 종실이나 공신 및 고위 관원 등에게 내리던 벼슬의 일종이며, "검교"는 일종의 명예직을 의미한다.

## 가계
- 조부 : 추존왕 안종(安宗, ?~996)
- 조모 : 헌정왕후(獻貞王后, ?~992/993)
  - 아버지 : 제8대 현종(顯宗, 992~1031, 재위:1007~1031)
- 외조부 : 한인경(韓藺卿, 생몰년 미상)
- 외조모 : ?
  - 어머니 : 궁인 한씨(宮人 韓氏, 생몰년 미상)
    - 이복형, 장인 : 제9대 덕종(德宗, 1016~1034, 재위:1031~1034)
    - 장모 : 덕종 제4비 유씨(劉氏, 생몰년 미상)
      - 부인 : 부인 유씨(婦人 劉氏) 덕종의 딸